# Holothele incei
Holothele incei é uma espécie de aranha pertencente à família Theraphosidae (tarântulas).

## Outras
Lista das espécies de Theraphosidae (Lista completa das Tarântulas.)